# Sperjur
Sperjur (din latină periúrium) este fapta sau persoana care aduce o mărturie mincinoasă într-o curte de judecată după depunerea unui jurământ. 
Jurământul pe care persoana citată ca martor are obligația de a-l face în România este
„Jur să spun adevărul și să nu ascund nimic din ceea ce știu, așa să-mi ajute Dumnezeu.”
După jurământ, judecătorul îi pune în vedere martorului că mărturia mincinoasă se pedepsește prin lege. 

## Codul Penal al României
Sperjurul este asimilat în Codul Penal al României cu mărturia mincinoasă, prevăzută la art. 273 
„ (1) Fapta martorului care, într-o cauză penală, civilă sau în orice altă procedură în care se ascultă martori, face afirmații mincinoase ori nu spune tot ce știe în legătură cu faptele sau împrejurările esențiale cu privire la care este întrebat se pedepsește cu închisoare de la 6 luni la 3 ani sau cu amendă.”
Infracțiunea în formă agravantă se pedepsește cu închisoare de la 1 la 5 ani. De asemenea,
„ (3) Autorul nu se pedepsește dacă își retrage mărturia, în cauzele penale înainte de reținere, arestare sau de punerea în mișcare a acțiunii penale ori în alte cauze înainte de a se fi pronunțat o hotărâre sau de a se fi dat o altă soluție, ca urmare a mărturiei mincinoase.”

## Alte cazuri
În Dreptul roman după reformele lui Iustinian, ambele părți implicate într-un proces civil trebuiau să depună un jurământ (lat. iusiurandum) că acționeză cu bună credință. 
În Noul Testament, Isus condamnă mărturia mincinoasă astfel: 
„ Iar Isus a spus: să nu ucizi, să nu fii desfrânat, să nu furi, să nu aduci mărturie mincinoasă. ”
Vasile cel Mare a stabilit următoarea pedeapsă pentru sperjur: Călcătorul de jurământ în zece ani va fi neîmpărtășit, doi ani tânguindu-se, trei ascultând, patru prosternându-se, într-un an stând numai împreună, și atunci se va învrednici de împărtășire. 
În Codul Penal al Franței, sperjurul este numit jurământ sau mărturie falsă și este pedepsit cu închisoare și/sau amendă. 
În Codul Federal al Statelor Unite (en. US Code), sperjurul este definit ca un act criminal grav (en. felony), care se pedepsește cu amendă și/sau închisoare.